# Непце
Непце (лат. Palatum) је горња површина усне шупљине код људи и осталих сисара. Одваја усну дупљу од носне дупље. Чине га тврдо непце и меко непце.